# Imperiex
Imperiex, também conhecido pela alcunha de "Devorador de Galáxias", é um super-vilão extraterrestre criado por Jeph Loeb e Ian Churchill em Superman #153 e publicado pela DC Comics. É o maior antagonista da saga Mundos em Guerra, publicada pela DC Comics em 2001. 
No Brasil, o personagem foi publicado pela primeira vez na revista Superman Premium 1.

## História de publicação
Imperiex apareceu pela primeira vez em Superman (vol. 2) #153 (fevereiro de 2000), e foi criado por Jeph Loeb e Ed McGuinness. Ele é fortemente inspirado em Galactus da Marvel Comics.

## Outras mídias
Imperiex aparece na segunda temporada de Legion of Super Heroes, com a voz de Phil Morris. Esta versão se origina de Apokolips no século 41, possui aprimoramentos cibernéticos e foi originalmente um gladiador antes de se tornar um conquistador universal, com a inteligência artificial K3NT criando um clone do Superman chamado Kell-El para se opor a ele. Depois que Kell-El viaja para o século 31 para obter a ajuda da Legião de Super-Heróis, Imperiex o segue através do tempo e se alia aos Cinco Fatais, à Legião de Super-Vilões e aos Dominadores para combatê-los. Eventualmente, ele manipula Brainiac 5 para sucumbir à influência do Brainiac original, apenas para ser traído e morto por ele.

### Filme
A versão da Legião de Super-Heróis de Imperiex faz uma aparição especial sem falar em Scooby-Doo! and Krypto, Too!.

### Miscelânea
- Imperiex aparece em Injustice 2 #19
- Uma versão de Imperiex de um universo alternativo aparece na  revista em quadrinhos tie-in de Justice League: Gods and Monsters  como a forma monstruosa evoluída do Doctor Psycho.